# Wallenia ekmanii
Wallenia ekmanii är en viveväxtart som beskrevs av Ignatz Urban. Wallenia ekmanii ingår i släktet Wallenia och familjen viveväxter. Inga underarter finns listade i Catalogue of Life.